# Philippe Normand
Pour les articles homonymes, voir Normand (homonymie).
Philippe Normand, né Philippe Cantrel le 8 avril 1952 à Paris et mort le 24 janvier 2013 à Agde   est un acteur et chanteur français. Il prend le nom de Philippe Cantrel pour sa carrière de chanteur à cause d'une confusion possible avec Gérard Lenorman.
Il est un ancien petit chanteur à la croix de bois, soliste, qu'on retrouve notamment en solo avec Enrico Macias le 11.12.1965 "Enfants de tous pays".
Après son passage à la Manecanterie, Il est surtout connu pour avoir joué dans le feuilleton télévisé Les Galapiats diffusé en 1969 et 1970 sur la télévision française, belge et canadienne. Il est connu aussi en Italie pour cette raison : la série s'appelait Il tesoro del castello senza nome. Ce feuilleton  télévisé de 8 épisodes fut diffusé en  Italie la première fois en 1972 par Rai, ensuite par RaiDue en 1978, et pour finir par Italia 1 en 1980. Au Portugal, la série s'appelait Os Pequenos Vagabundos et fut diffusé la première fois en 1972 par RTP en noir et blanc, ensuite dans les années 80 en couleur.

## Filmographie

### Télévision
- 1964 : Les Hauts de Hurlevent, mini-série de Jean-Paul Carrère
- 1966 : Anatole, téléfilm de Jean Valère
- 1966 : Le Théâtre de la jeunesse : Les deux nigauds de René Lucot
- 1967 : Signé alouette (série TV) - Noël de St-Aigle[3]
- 1967 : série Le Tribunal de l'impossible - Épisode La Bête du Gévaudan d'Yves-André Hubert : Jacques Portefaix
- 1968 : L'Orgue fantastique, téléfilm Jacques Trébouta et Robert Valey
- 1969 : Les Oiseaux rares - (série TV) - Antoine
- 1969 : Sainte Jeanne, téléfilm de Claude Loursais - Le page de Dunois
- 1970 :  Les Galapiats - (mini-série) - Jean-Loup
- 1974 : Valérie - (série TV) - Maurice

## Discographie
- Victoria (1973)
- Amour amour (1974)
- Tu dis des mots (1975)
- Du soleil dans la maison (1976)